# Dender
El Dender (való Tinre, 
francès Dendre) és un riu de Bèlgica que neix a Ath al confluent del Dender oriental i del Dender occidental o petit. Es desemboca a l'Escalda a Dendermonde.

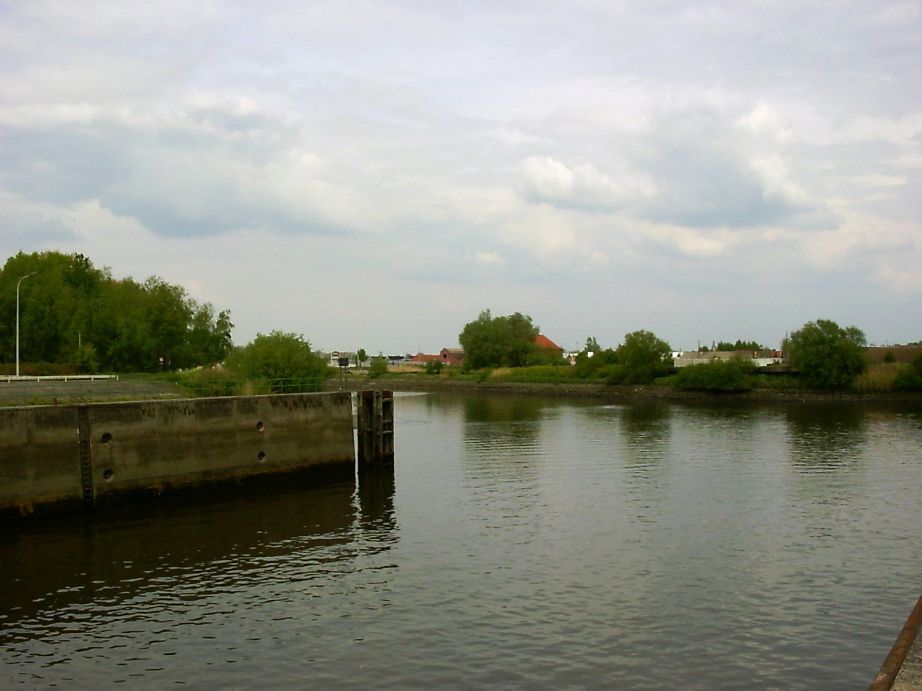
L'aiguabarreig del Dender i de l'Escalda

El riu canalitzat fins a Ath fa part de la xarxa de les vies navegables de Bèlgica i accepta embarcacions de 300 tones. Un sistema de rescloses el proteix contra la influència de la marea. El canal Blaton-Ath connecta el riu amb el canal Nimy-Blaton-Péronnes i així amb les ciutats de Tournai i Mons.
Els municipis més importants regats pel riu són Ath, Geraardsbergen, Ninove, Aalst i Dendermonde.
Tot i ésser navegable el trànsit comercial va minvar i sobretot es desenvolupa a l'estiu a causa del turisme. Fins als anys 70 del segle xx les aigües del Dendre eren força contaminades. L'ocàs de la indústria pesant tradicional i les mesures ecològiques van remeiar aquesta situació. Avui s'estudien les possibilitats de tornar a utilitzar-lo per a la navegació comercial amb l'objectiu de descongestionar les carreteres.

## Afluents
El Mark, el Molenbeek, l'Alfene (també anomenat Bellebeek) i el Ter Erpenbeek.

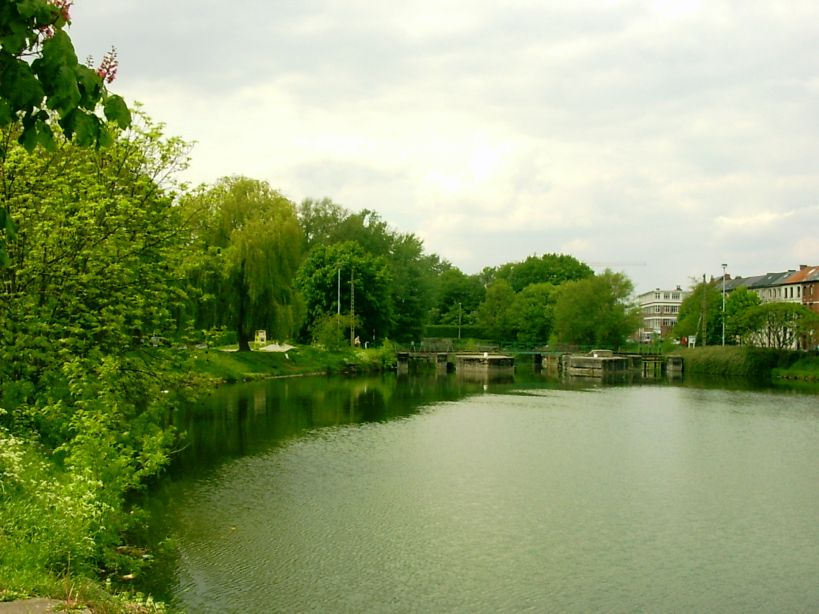
El Dender a Dendermonde
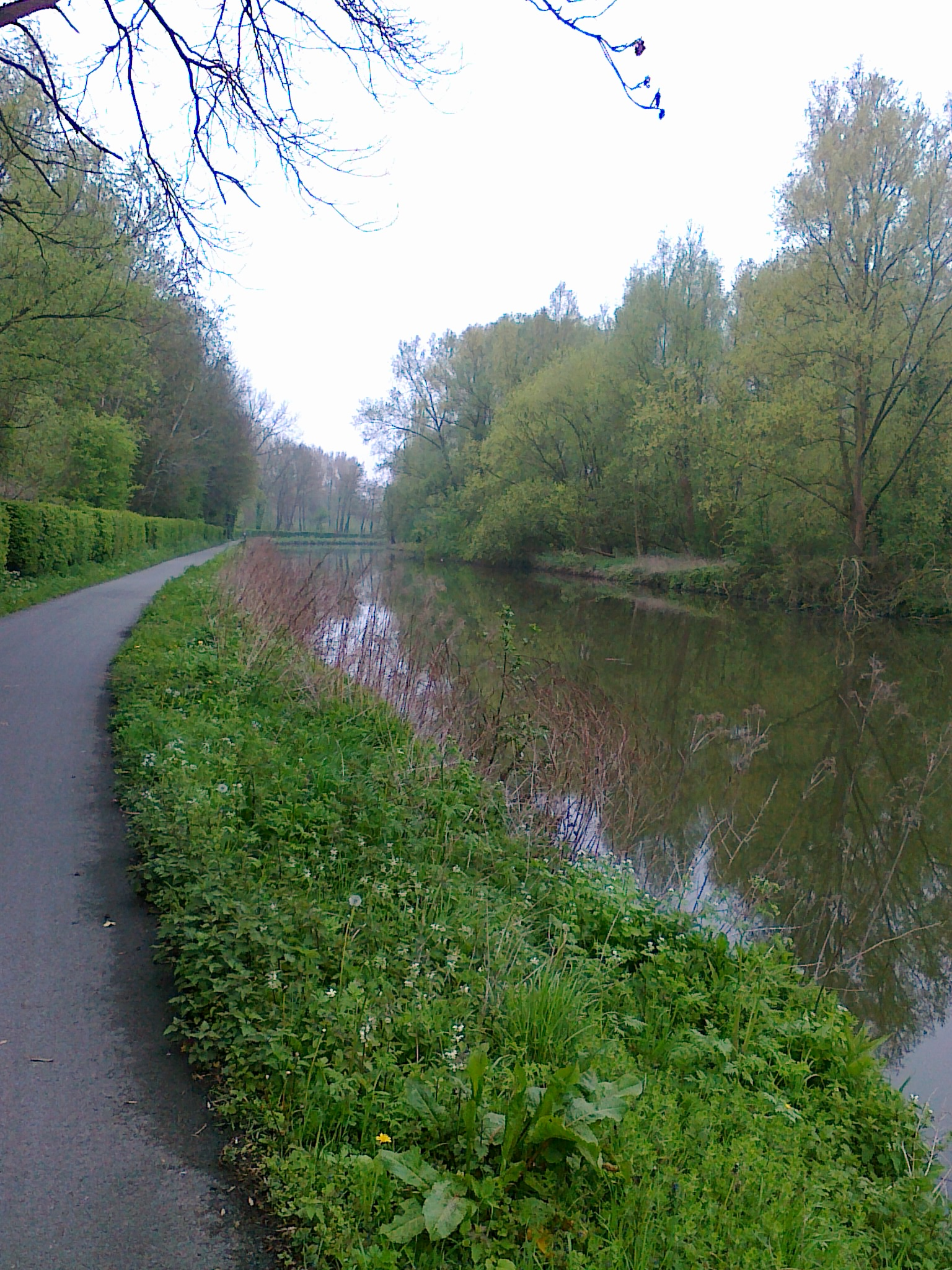
El Dender a Aalst
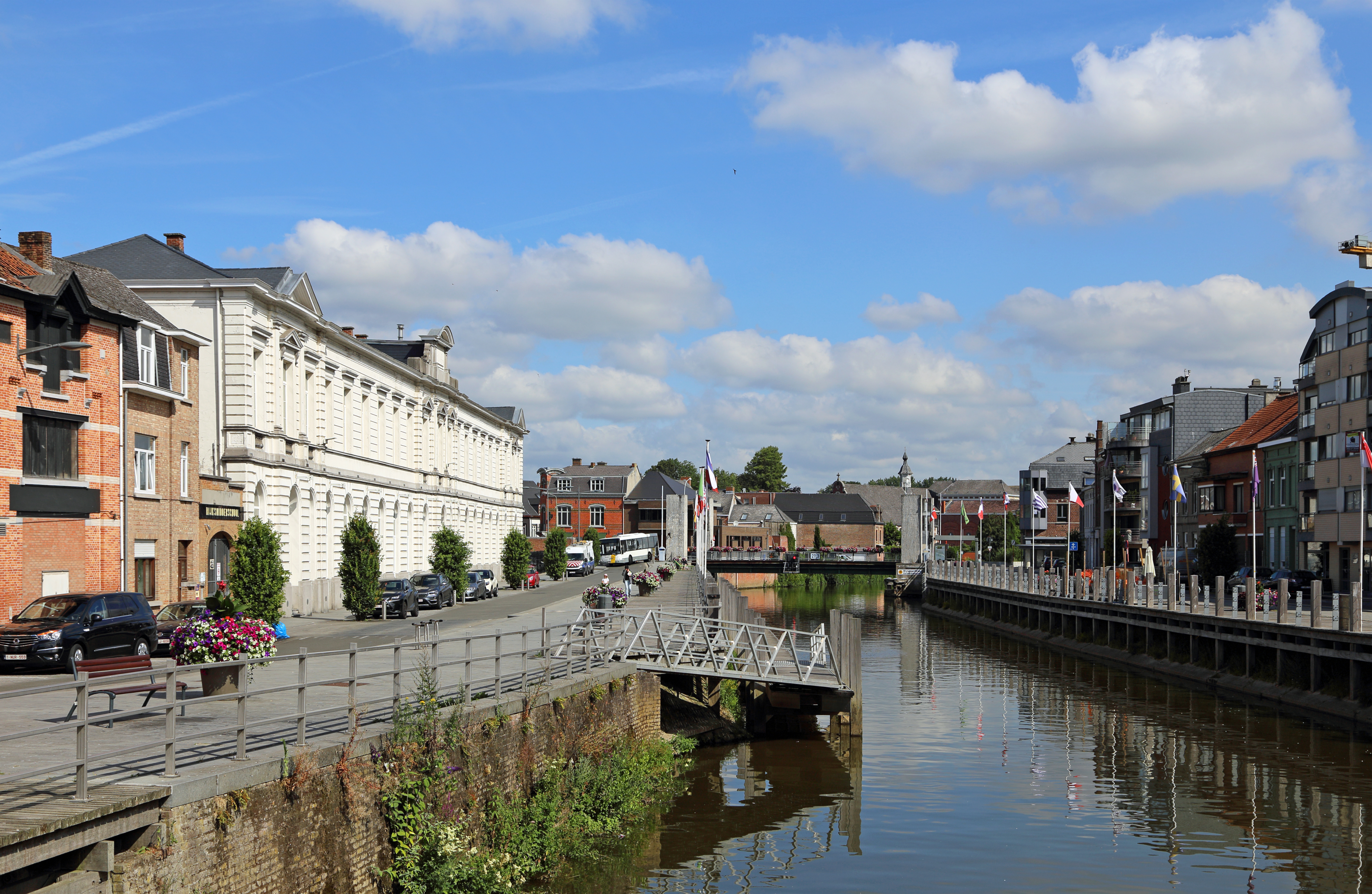
El Dender a Geraardsbergen

1. ↑  Dendermonde (neerlandès) significa boca del Dender